# Abstraction-Création
Abstraction-Création, sammanslutning av nonfigurativa konstnärer bildad i Paris 1931 av Antoine Pevsner och Naum Gabo under ledning av Auguste Herbin och Georges Vantongerloo.
Rörelsens målsättning var inte att uppnå fullständig syntes mellan de föreställande konsterna utan snarare att åstadkomma en förening mellan några av måleriets och skulpturens tekniker.